# みこもこTV
『みこもこTV』（みこもこティービー 英文：Mikomoko Tv）は、エンタ!959で放送されているバラエティ番組。松田美子、桜もこの看板番組である。

## 番組概要
AV女優・松田美子、桜もこの初冠番組。アイドル出身の2人が『無敵なアイドル』を目指すべく様々な企画に挑戦するバラエティ番組。
番組では松田がツッコミ、桜がボケとしており、番組開始から「みこもこ」としてコンビでの紙面やテレビ出演も果たしている。スタジオ収録の場合は千代田区外神田・Pigoo Studioで収録。番組中ではみこもこルームと呼称されている。
第1回初回放送時間は15:00～15:30であったが、第2回以降の初回放送は第2回2日（土曜）13:00～13:30、第3回は4日（土曜）15:30～16:00と編成都合により日にち、時間ともに不確定。
2017年12月23日に動画チャンネル、みこもこちゃんねるを開設。
トーク番組としてのスタートだが、2018年時点では旅企画やチャレンジ企画などエンタ!959他番組で見られる要素も強まってきていた。2018年12月4日放送回（第14回）を最後に一時休止となっている。

## 出演者
- MC
  - 松田美子
    - みこもこのツッコミ兼しっかりもの担当。立ち位置は向かって左。テロップ色は赤ないし桃色。ちゃんとオチを付けることを心掛けている[5]。

  - 桜もこ
    - みこもこのボケ兼天然ちゃん担当。立ち位置は向かって右。テロップ色は青ないし水色。まさかのところで嘘をつく[6]。
- ナレーション
  - 天の声

## おもなコーナー
- パジャマトーク[7] - トークコーナー
- みこもこ企画会議 - 番組企画を考えるコーナー
- みこもこキッチン - 神の声によって指定された一品料理を作るコーナー
- 美子男もこ男 - 相方が小型カメラを持ち、彼氏（美子男、もこ男）に見立てリアクションを行うコーナー。
- ショートコント劇場 - おもに公開収録で展開。季節に合わせたショートコントを披露する。

## 放送リスト
| 放送回 | 初回放送日     | おもな内容                                                   | 補足                                                           |
| ------ | -------------- | ------------------------------------------------------------ | -------------------------------------------------------------- |
| 第1回  | 2017年 11月2日 | 松田美子×桜もこ＝???                                         |                                                                |
| 第2回  | 12月2日        | 水着でクリスマスケーキを作る。                               |                                                                |
| 第3回  | 2018年 1月4日  | VR体験と企画会議。                                           | ロケ地：VR PARK TOKYO渋谷店                                    |
| 第4回  | 2月1日         | 執事喫茶に行こう。                                           | ロケ地：外国人執事喫茶BUTLERSCAFE                              |
| 第5回  | 3月1日         | 初めての公開収録スペシャル。                                 |                                                                |
| 第6回  | 4月2日         | 無的なアイドルになるため、ガールズキックボクシングをしよう。 | ロケ地：ヨハンボススポーツスクール                             |
| 第7回  | 5月3日         | 面白自転車に乗ろう。                                         |                                                                |
| 第8回  | 6月2日         | アイススケートとパターゴルフを体験しよう。                   | ロケ地：東京ドイツ村                                           |
| 第9回  | 7月4日         | 6月の公開収録スペシャル。                                    |                                                                |
| 第10回 | 8月5日         | アサリを取って料理をしよう。                                 |                                                                |
| 第11回 | 9月2日         | 浴衣で浅草観光前編。                                         | ロケ地：着物レンタル・ルチル、茶和々浅草店、浅草寺、浅草花月堂 |
| 第12回 | 10月3日        | 浴衣で浅草観光後編。                                         | ロケ地：東京スカイツリー                                       |
| 第13回 | 11月2日        | 3度目の公開収録スペシャル。                                  |                                                                |
| 第14回 | 12月4日        | かかと落としで板を割ろう。                                   | ロケ地：テコンドー中野道場                                     |

## スタッフ
- 監督：高橋慎
- 制作著作：つくばテレビ
- 番組ロゴデザイン：TwintailSyndrome[10]